# Erica eremioides
Erica eremioides är en ljungväxtart. Erica eremioides ingår i släktet klockljungssläktet, och familjen ljungväxter.

## Underarter
Arten delas in i följande underarter:
- E. e. eglandula
- E. e. eremioides
- E. e. pubescens